# Замтарадзе, Георгий Тамазиевич
Георгий Тамазиевич Замтарадзе (12 февраля 1987, Тюмень, СССР) — российский игрок в мини-футбол, вратарь. Мастер спорта России международного класса.

## Карьера
Георгий Замтарадзе — воспитанник тюменской команды «Форвард». Начал заниматься мини-футболом в 6-летнем возрасте. Первый тренер — Равиль Умяров, в то время — защитник футбольного клуба «Динамо-Газовик». В 2001 году голкипер в составе своей команды выиграл чемпионат России в своей возрастной категории. В 2002 году ездил на просмотр в московский «Спартак», но клубу не подошёл.
С 2003 по 2013 год защищал цвета мини-футбольного клуба «Тюмень». В одном из первых матчей в Суперлиге забил гол в ворота казанского «Приволжанина», с которым тюменская команда в том сезоне боролась за право остаться в высшем дивизионе. В сезоне 2009/10 вратарь в составе «Тюмени» стал вице-чемпионом и финалистом кубка России. Сезон 2012/13 провёл на правах аренды в МФК «КПРФ». В следующем сезоне играл за «Синару». Летом 2014 года перешёл в «Динамо».
31 августа 2017 года перешёл в МФК «КПРФ», выступал за фарм-клуб КПРФ-2 в Высшей лиге. Был признан лучшим вратарём Высшей лиги-2021/22. Летом 2022 года завершил карьеру.
Голкипер выступал за студенческую и молодёжную сборные России. Становился чемпионом (2006) и вице-чемпионом (2012) мира среди студентов. В 2012 году сыграл 1 матч за первую сборную.
В 2016 году был приглашён в сборную России на чемпионат мира по мини-футболу, где выступал в роли второго вратаря на смену Густаво. Чаще всего выходил на отбивание 10-метровых штрафных ударов.

## Достижения
- Чемпион России по мини-футболу (2): 2015/16, 2019/20
- Вице-чемпион России по мини-футболу (2): 2009/10, 2018/19
- Финалист Кубка России по мини-футболу (2): 2010, 2017
- Победитель Высшей лиги (1): 2021/22